# Matteo Ritz
Matteo Ritz, né le 24 mars 1998 à Viège, est un gardien de but suisse de hockey sur glace.

## Biographie

### Carrière en club
Matteo fait ses classes junior dans le club de sa ville natale, à Viège. En 2011, il prend part au Tournoi international de hockey pee-wee de Québec avec les autres meilleurs espoirs du pays, jouant sous la bannière des ZSC Lions. L'année suivante, alors qu'il n'est âgé que de 14 ans, il dispute son premier match face à des adultes avec la deuxième équipe du HC Viège, évoluant en 3e Ligue. Lors de la saison 2012-2013, il est repéré par le Lausanne HC et rejoint son mouvement junior.
Ce changement d'équipe lui permet également de connaitre ses premières sélections en équipe nationale junior. En 2013-2014, il dispute 8 rencontres avec les moins de 16 ans. L'année suivante il prend part au Festival olympique de la jeunesse européenne, en compagnie de Nico Hischier et de Philipp Kurashev. Il aide la Suisse à terminer à la 4e place du tournoi. En 2016, il dispute le Championnat du monde moins de 18 ans et la Coupe Hlinka-Gretzky, étant éliminé en quart de finale de ces deux compétitions. En 2018, il dispute le Championnat du monde junior, la Suisse se classant à la 8e place. La même saison, il fait ses débuts professionnels en LNA, disputant deux matchs ainsi que vingt-trois rencontres de MySport League avec le HC Sion-Nendaz 4 Vallées.
La saison suivante, il est prêté au Star-Forward en MSL. Avec ce club, il joue toute la saison pour le maintien, y parvenant lors des barrages contre la relégation. Pour la saison 2019-2020, voyant son avenir bouché par l'arrivée de Tobias Stephan à Lausanne, il choisit de s'engager avec le HC La Chaux-de-Fonds, club évoluant en Swiss League. La première saison, il est le gardien principal de l'équipe, mais à sa deuxième saison, Stéphane Charlin vient s'emparer du poste de titulaire, bien qu'il affiche de moins bonnes statistiques. À partir de la saison 2021-2022, il revient dans son club d'enfance, à Viège et se partage le filet avec Reto Lory.

## Statistiques en club
| Saison    | Équipe                   | Ligue           |    | Saison régulière | Saison régulière | Saison régulière | Saison régulière | Saison régulière | Saison régulière | Saison régulière | Saison régulière | Saison régulière |   | Séries éliminatoires | Séries éliminatoires | Séries éliminatoires | Séries éliminatoires | Séries éliminatoires | Séries éliminatoires | Séries éliminatoires | Séries éliminatoires | Séries éliminatoires |
| Saison    | Équipe                   | Ligue           | PJ | V                | D                | Min              | BC               | Moy              | % Arr            | Bl               | Pun              | PJ               | V | D                    | Min                  | BC                   | Moy                  | % Arr                | Bl                   | Pun                  |                      |                      |
| 2017-2018 | Lausanne HC              | LNA             | 2  | -                | -                | 21               | 2                | 5,66             | 50,0             | 0                | 0                | -                | - | -                    | -                    | -                    | -                    | -                    | -                    | -                    |                      |                      |
| 2017-2018 | HC Sion-Nendaz 4 Vallées | MSL             | 23 | 16               | 7                | 1 372            | 57               | 2,49             | -                | 2                | -                | 8                | 3 | 5                    | 439                  | 24                   | 3,29                 | -                    | 0                    | -                    |                      |                      |
| 2017-2018 | HC Sion-Nendaz 4 Vallées | Coupe de Suisse | 1  | 0                | 1                | 60               | 7                | 7,00             | -                | 0                | -                | -                | - | -                    | -                    | -                    | -                    | -                    | -                    | -                    |                      |                      |
| 2018-2019 | Star-Forward             | MSL             | 21 | 5                | 16               | 1 231            | 82               | 4,00             | -                | 0                | -                | 6                | 3 | 3                    | 360                  | 21                   | 3,50                 | -                    | 0                    | -                    |                      |                      |
| 2018-2019 | Star-Forward             | Coupe de Suisse | 1  | 0                | 1                | 41               | 7                | 10,33            | -                | 0                | -                | -                | - | -                    | -                    | -                    | -                    | -                    | -                    | -                    |                      |                      |
| 2019-2020 | HC La Chaux-de-Fonds     | SL              | 24 | 14               | 6                | 1 289            | 61               | 2,84             | 90,5             | 1                | 4                | 5                | 1 | 4                    | 276                  | 24                   | 5,23                 | 85,6                 | 0                    | 0                    |                      |                      |
| 2019-2020 | HC La Chaux-de-Fonds     | Coupe de Suisse | 1  | 0                | 1                | 59               | 5                | 5,10             | -                | 0                | -                | -                | - | -                    | -                    | -                    | -                    | -                    | -                    | -                    |                      |                      |
| 2020-2021 | HC La Chaux-de-Fonds     | SL              | 20 | 7                | 6                | 1 053            | 44               | 2,51             | 91,9             | 1                | 2                | 6                | 2 | 2                    | 297                  | 23                   | 4,65                 | 88,1                 | 0                    | 0                    |                      |                      |
| 2020-2021 | HC La Chaux-de-Fonds     | Coupe de Suisse | 1  | 0                | 1                | 60               | 2                | 2,03             | -                | 0                | -                | -                | - | -                    | -                    | -                    | -                    | -                    | -                    | -                    |                      |                      |
| 2021-2022 | HC Viège                 | SL              | 18 | 6                | 9                | 1 061            | 49               | 2,77             | 91,1             | 1                | 0                | -                | - | -                    | -                    | -                    | -                    | -                    | -                    | -                    |                      |                      |
| 2022-2023 | HC Viège                 | SL              | 21 | 10               | 9                | 1167             | 58               | 2,98             | 89,9             | 0                | 2                | -                | - | -                    | -                    | -                    | -                    | -                    | -                    | -                    |                      |                      |

## Transactions et contrats
- Le 15 août 2017, il est prêté par le Lausanne HC au HC Sion-Nendaz 4 Vallées[1].
- Le 3 mai 2018, il est signe une extension de contrat avec le Lausanne HC d'un an.
- Le 16 septembre 2018, il est prêté par le Lausanne HC au Star-Forward.
- Le 6 février 2019, il s'engage avec le HC La Chaux-de-Fonds.
- Le 15 mars 2021, il s'engage avec le HC Viège.